# Figlie di Maria della Paridaens
Le Figlie di Maria (in francese Filles de Marie "Paridaens"; sigla F.d.M.) sono un istituto religioso femminile di diritto pontificio.

## Storia
La congregazione fu fondata il 15 agosto 1805 a Lovanio da Jeanne-Baptistine Cicercule Paridaens con l'aiuto del sacerdote Jean-Hubert Devenise, rettore di un collegio della locale università.
Engelbert Sterckx, arcivescovo di Malines, concesse l'approvazione diocesana all'istituto il 30 giugno 1834.

## Attività e diffusione
Le suore si dedicano all'educazione delle giovani.
Sono presenti in Belgio, Canada, Haiti, Repubblica Dominicana e Stati Uniti d'America; la sede generalizia è a Pétion-Ville, ad Haiti.
Alla fine del 2015 l'istituto contava 117 religiose in 27 case.